# ESPN Redes
ESPN Redes (#Redes) fue un programa de televisión argentino de ESPN 2, que tuvo su estreno el 29 de noviembre de 2013. El mismo está dedicado al público adolescente y la interacción con ellos a través de las redes sociales.

## Sinopsis
Actualidad, espectáculos, entrevistas, deporte, humor y mucho más en las tardes de ESPN. El programa sugiere cada día un #hashtag como medio de comunicación de los televidentes con los conductores, los cuales proponen un hashtag y en vivo leen los comentarios de la gente.

## Equipo
| Chino Darín        | Conductor  |            |            |           |           |           |            |  |  |  |  |  |  |  |  |  |  |  |  |  |  |  |  |  |  |  |  |  |  |  |  |  |  |  |  |  |  |  |  |  |  |  |  |  |  |  |  |  |  |  |  |  |  |  |  |  |  |  |  |  |  |
| Muni Seligmann     | Conductora | Conductora | Conductora |           |           |           |            |  |  |  |  |  |  |  |  |  |  |  |  |  |  |  |  |  |  |  |  |  |  |  |  |  |  |  |  |  |  |  |  |  |  |  |  |  |  |  |  |  |  |  |  |  |  |  |  |  |  |  |  |  |  |
| Juan Marconi       | Panelista  | Conductor  | Conductor  | Conductor |           |           |            |  |  |  |  |  |  |  |  |  |  |  |  |  |  |  |  |  |  |  |  |  |  |  |  |  |  |  |  |  |  |  |  |  |  |  |  |  |  |  |  |  |  |  |  |  |  |  |  |  |  |  |  |  |  |
| Juan Ignacio Chela | Panelista  | Panelista  | Panelista  | Panelista |           |           |            |  |  |  |  |  |  |  |  |  |  |  |  |  |  |  |  |  |  |  |  |  |  |  |  |  |  |  |  |  |  |  |  |  |  |  |  |  |  |  |  |  |  |  |  |  |  |  |  |  |  |  |  |  |  |
| Miguel Granados    |            | Panelista  | Panelista  | Panelista | Panelista | Panelista |            |  |  |  |  |  |  |  |  |  |  |  |  |  |  |  |  |  |  |  |  |  |  |  |  |  |  |  |  |  |  |  |  |  |  |  |  |  |  |  |  |  |  |  |  |  |  |  |  |  |  |  |  |  |  |
| Nati Jota          |            | Panelista  | Panelista  | Panelista | Panelista | Panelista |            |  |  |  |  |  |  |  |  |  |  |  |  |  |  |  |  |  |  |  |  |  |  |  |  |  |  |  |  |  |  |  |  |  |  |  |  |  |  |  |  |  |  |  |  |  |  |  |  |  |  |  |  |  |  |
| Grego Rossello     |            |            | Cronista   | Panelista | Conductor | Conductor |            |  |  |  |  |  |  |  |  |  |  |  |  |  |  |  |  |  |  |  |  |  |  |  |  |  |  |  |  |  |  |  |  |  |  |  |  |  |  |  |  |  |  |  |  |  |  |  |  |  |  |  |  |  |  |
| Florencia Vigna    |            |            |            | Panelista |           |           |            |  |  |  |  |  |  |  |  |  |  |  |  |  |  |  |  |  |  |  |  |  |  |  |  |  |  |  |  |  |  |  |  |  |  |  |  |  |  |  |  |  |  |  |  |  |  |  |  |  |  |  |  |  |  |
| Candela Ruggeri    |            |            |            |           | Panelista | Panelista |            |  |  |  |  |  |  |  |  |  |  |  |  |  |  |  |  |  |  |  |  |  |  |  |  |  |  |  |  |  |  |  |  |  |  |  |  |  |  |  |  |  |  |  |  |  |  |  |  |  |  |  |  |  |  |
| Martín Reich       |            |            |            |           | Panelista | Panelista |            |  |  |  |  |  |  |  |  |  |  |  |  |  |  |  |  |  |  |  |  |  |  |  |  |  |  |  |  |  |  |  |  |  |  |  |  |  |  |  |  |  |  |  |  |  |  |  |  |  |  |  |  |  |  |
| Leandro Leunis     |            |            |            |           |           |           | Conductor  |  |  |  |  |  |  |  |  |  |  |  |  |  |  |  |  |  |  |  |  |  |  |  |  |  |  |  |  |  |  |  |  |  |  |  |  |  |  |  |  |  |  |  |  |  |  |  |  |  |  |  |  |  |  |
| Agustina Casanova  |            |            |            |           |           |           | Conductora |  |  |  |  |  |  |  |  |  |  |  |  |  |  |  |  |  |  |  |  |  |  |  |  |  |  |  |  |  |  |  |  |  |  |  |  |  |  |  |  |  |  |  |  |  |  |  |  |  |  |  |  |  |  |
| Zucca Conti        |            |            |            |           |           |           | Panelista  |  |  |  |  |  |  |  |  |  |  |  |  |  |  |  |  |  |  |  |  |  |  |  |  |  |  |  |  |  |  |  |  |  |  |  |  |  |  |  |  |  |  |  |  |  |  |  |  |  |  |  |  |  |  |
| Julián Bellese     |            |            |            |           |           |           | Panelista  |  |  |  |  |  |  |  |  |  |  |  |  |  |  |  |  |  |  |  |  |  |  |  |  |  |  |  |  |  |  |  |  |  |  |  |  |  |  |  |  |  |  |  |  |  |  |  |  |  |  |  |  |  |  |

## Temporadas

### Primera temporada (2013-2014)
La primera temporada del programa inicia en el 2013 y como conductores se encontraban el actor Chino Darín, la actriz y cantante Muni Seligmann, el extenista Juan Ignacio Chela y el periodista Juan Marconi. En la primera temporada se realizaron distintas entrevistas a varios personajes del mundo del espectáculo y del deporte. Contaba además con varios personajes interpretados por Muni Seligmann.

### Segunda temporada (2015)
Para la segunda temporada, el Chino Darín abandonó el programa (por compromisos actorales), sumándose el humorista Miguel Granados y la periodista Nati Jota, quien logró hacerse conocida a través de su gran influencia en la red social Twitter. Esta temporada contó con varios segmentos nuevos, como por ejemplo la dimensión de Chela, la novela tuitera, las olimpiadas de redes y otra donde se actuaban las tendencias de las redes sociales. Nati Jota divertía con sus notas y se destacan los cierres musicales con distintos covers realizados por Muni y Migue Granados quien además interpreta varios personajes para el programa.

### Tercera temporada (2016)
La tercera temporada, se le suma la nueva sección La sitcom de Redes y varios sketches humorísticos. Siguen las notas de Nati y se le suman las secciones el reality de chela y una de fútbol con Juan Marconi. Ese año se incorpora como cronista el actor y humorista Grego Rossello.

### Cuarta temporada (2017)
En el comienzo de la cuarta temporada cuenta con la incorporación de Florencia Vigna (bailarina y actriz) quién saltó a la fama por ganar en múltiples ocasiones el programa de televisión Combate, también fue el mismo año la incorporación definitiva del humorista Grego Rossello. Por otro lado, Muni Seligmann no continúa en el programa ya que tenía compromisos con otros proyectos actorales.
Para esta temporada la escenografía cambia. Nati Jota continúa con sus notas pero esta vez se le suman las de Gregorio Rosselló. Continúa habiendo una gran variedad de secciones tales como "Gánele a Chela", "No te cruces con Nati", "Combate de bailes", entre otros. Además cuenta con invitados todos los días quienes son sometidos al cuestionario de redes y participan en distintos juegos.

### Quinta temporada (2018)
Para la quinta temporada, Juan Ignacio Chela, Juan Marconi (dejando como su sucesor en la conducción del programa a Gregorio Rossello) y Flor Vigna dejan el programa y se incorporan la modelo e hija de Oscar Ruggeri, Candela Ruggeri, el periodista deportivo Martín Reich, Uki Deane, con su simpático sentido del humor y Belén Mendiguren en las publicidades, juegos o reemplazos. Dejándonos con un personal completo que incluye a Gregorio Rossello, Nati Jota, Candela Ruggeri, Miguel Granados y Martin Reich.

### Sexta temporada (2019)
La sexta temporada promete múltiples juegos, chispa humorística e interacción digital permanente con todos sus seguidores. Con el mismo equipo, Grego Rossello en la conducción, acompañado por Nati Jota, Migue Granados, Cande Ruggeri y Martín Reich, el ciclo apuesta a la diversión a partir de nuevas secciones, desafíos y singulares entrevistas. ESPN #Redes se emite de lunes a viernes, a las 17 horas.

### Séptima temporada (2020)
Para la séptima temporada fue confirmada en 2019, pero Grego Rossello, Nati Jota, Candela Ruggeri, Miguel Granados y Martin Reich dejan el programa; por lo cual el programa tendrá un nuevo elenco completo. El 5 de marzo se dio a conocer que el equipo estaría integrado por Leandro Leunis, Agustina Casanova, Zucca Conti y Julián Bellese.

## Premios y nominaciones
| Premio                         | Fecha                    | Categoría                   | Nominados      | Resultado | Ref.   |
| ------------------------------ | ------------------------ | --------------------------- | -------------- | --------- | ------ |
| Premios Martín Fierro de Cable | 24 de septiembre de 2017 | Labor Periodística Femenina | Nati Jota      | Nominada  | [ 19 ] |
| Premios Martín Fierro de Cable | 9 de septiembre de 2019  | Labor Humorística           | Migue Granados | Ganador   | [ 20 ] |